# Arsenio Valpoort
Arsenio Valpoort (Amszterdam, 1992. augusztus 5. –) holland utánpótlás-válogatott labdarúgó. Jelenleg a ciprusi első osztályú Ermisz Aradippu csatára.
2012-ben a holland U20-as labdarúgó válogatottban is bemutatkozott, három mérkőzésen egy gólt szerzett.

## Pályafutása

### Heerenveen
Labdarúgó pályafutását nevelőegyesületében az SC Heerenveenben kezdte, melynek színeiben a 2011–2012-es holland bajnokságban mutatkozott be.
Csapatával 2012–2013-as Európa-liga selejtezőiben is részt vett, és egy gólt is szerzett a Molde FK ellen. 4–1-es összesítéssel azonban a norvég csapat jutott tovább.

### Zwolle
2013 januárjában a PEC Zwolle csapatához került kölcsönbe. A Zwolle színeiben 9 mérkőzésen 2 gólt szerzett.

### Ferencváros
2013. június 27-én egy évre aláírt a Ferencvároshoz. Számos klub szerette volna megszerezni, de végül a Ricardo Moniz edzette zöld-fehéreket választotta.

### RKC Waalwijk
2014. július 28-án a holland másodosztályban szereplő RKC Waalwijk labdarúgója lett.